# Breisgauer
Die Breisgauer (lateinisch: Brisgavi oder Brisigavi) waren ein alamannischer Stamm im 5. Jahrhundert, im Gebiet des heutigen Breisgau. 
Aus dem Jahr 354 sind uns Vadomar (lat. Vadomarius) sowie sein Bruder Gundomad (lat. Gundomadus) als Gaukönige der Breisgauer überliefert. 368 wurde der Sohn des Vadomar, Gaukönig Vithicab (lat. Vithicabius), auf Anstiften der Römer ermordet. In der neueren Forschung ist die Zuordnung der drei genannten Gaukönige zum Breisgau jedoch umstritten, da die Existenz eines Volksstammes der brisgavi zu Lebzeiten dieser Gaukönige nicht nachweisbar ist. Die erste, wenn auch indirekte, Nennung des Landschaftsnamens brisgavi erfolgte erst zwischen 395 und 398 in der Notitia Dignitatum.